# Dunnigan (Kalifornien)
Dunnigan (zuvor Antelope) ist ein Census-designated place im Yolo County, Kalifornien an der Interstate 5.
Die Stadt hatte im Jahr 2020 1382 Einwohner. Das Gemeindegebiet hat eine geschätzte Fläche von 130 km². Der ZIP code ist 95937. Der Ort liegt 21 m über dem Meer.

## Geographie
Es sind 18 km nach Arbuckle und ca. 64 km bis Vacaville und Sacramento.

## Geschichte
Der Ort wurde 1865 von A. W. Dunnigan gegründet.